# 雹暴島
66°13′S 110°37′E / 66.217°S 110.617°E
雹暴島（英語：Hailstorm Island）是南極洲的島嶼，位於威爾克斯地，長0.5公里，處於卡梅倫島和伯內特島之間，屬於斯溫群島的一部分，根據美國海軍拍攝空中照片繪入地圖，現時由南極條約體系管理。